# Кевендіш (переписна місцевість, Вермонт)
Кевендіш (англ. Cavendish) — переписна місцевість (CDP) в США, в окрузі Віндзор штату Вермонт. Населення — 246 осіб (2020).

## Географія
Кевендіш розташований за координатами 43°23′13″ пн. ш. 72°36′25″ зх. д. / 43.38694° пн. ш. 72.60694° зх. д. (43.387053, -72.606937).  За даними Бюро перепису населення США в 2010 році переписна місцевість мала площу 1,73 км², з яких 1,70 км² — суходіл та 0,03 км² — водойми.

## Демографія
Згідно з переписом 2010 року, у переписній місцевості мешкало 179 осіб у 81 домогосподарстві у складі 54 родин. Густота населення становила 104 особи/км².  Було 115 помешкань (67/км²).
Расовий склад населення:
| - 93,9 % — білих - 2,2 % — азіатів |

До двох чи більше рас належало 3,9 %. Частка іспаномовних становила 1,1 % від усіх жителів.
За віковим діапазоном населення розподілялося таким чином: 17,9 % — особи молодші 18 років, 59,2 % — особи у віці 18—64 років, 22,9 % — особи у віці 65 років та старші. Медіана віку мешканця становила 51,1 року. На 100 осіб жіночої статі у переписній місцевості припадало 88,4 чоловіків;  на 100 жінок у віці від 18 років та старших — 81,5 чоловіків також старших 18 років.
Середній дохід на одне домашнє господарство  становив 71 540 доларів США (медіана — 43 375), а середній дохід на одну сім'ю — 95 590 доларів (медіана — 53 750). За межею бідності перебувало 11,7 % осіб, у тому числі 0,0 % дітей у віці до 18 років та 17,5 % осіб у віці 65 років та старших.
Цивільне працевлаштоване населення становило 137 осіб. Основні галузі зайнятості: освіта, охорона здоров'я та соціальна допомога — 20,4 %, мистецтво, розваги та відпочинок — 17,5 %, науковці, спеціалісти, менеджери — 16,1 %.